# Vaskulární endotelový růstový faktor
Vaskulární endotelový růstový faktor (ang. vascular endothelial growth factor = VEGF) někdy označován také jako VEGF-A je homodimerický glykoprotein o molekulové hmotnosti 45 kDa. Tento cytokin patří do rodiny růstových faktorů odvozených z destiček (platelet derived growth factor = PDGF) strukturně příbuzných mitogenů. Díky postranslačním úpravám vznikají sestřihem alespoň čtyři hlavní izoformy – délka těchto izoforem je 121, 165, 189 a 206 aminokyselin. Převládající forma VEGF je zastoupena 165 AK dlouhým proteinem.
Delší formy VEGF jsou základní a vážou se na izolovaný heparin nebo heparinové proteoglykany umístěné na buněčném povrchu a v extracelulárním matrix. Jednotlivé formy mají různou vazebnou afinitu.

## Význam
VEGF je klíčový mediátor v angiogenezi. Angiogeneze je proces vzniku a formování nových krevních cév. Za normálních podmínek u zdravého jedince angiogeneze nastává v embryonálním vývoji nebo v dospělosti u reparačních procesů při hojení zranění. Významnou roli má při vzniku nádorového onemocnění, kde bývá jeho regulace značně zvýšená. Podílí se na vzniku nových cév, které vznikající nádor zásobují, vyživují ho a umožňují jeho dostatečné okysličení. 
VEGF je také zodpovědný za mnohé oční choroby, včetně nebezpečné vlhké formy Makulární degenerace, makulárního otoku při okluzi sítnicových žil, diabetického makulárního edému či dalších chorob makuly. Při těchto chorobách dochází k mimo jiné k růstu defektních cév, které mohou makulu zcela zničit a způsobit tak ztrátu centrálního vidění.
Zvýšená produkce VEGF nastává i v případě hypoxie (nedostatek kyslíku), kdy dochází ke stimulaci transkripce pomocí transkripčních faktorů (př. faktor indukující hypoxii = hypoxia inducible faktor, HIF) a snahy zabezpečit dostatečné krevní zásobení organismu.

## Receptory
VEGF se váže na dva homologní receptory a to VEGF receptor – 1 (Flt-1) a VEGF receptor – 2 (KDR nebo Flk-1), kteří jsou oba exprimováni na povrchu endoteliálních buněk. Tyto receptory patří mezi transmembránové tyrosin kinázové receptory.

## Anti-VEGF léky
Pro léčbu nemocí způsobených přehnanou aktivitou VEGF byla vyvinuta řada léků, většinou fungujících jako biologická léčba blokující specificky VEGF, především se jedná o protilátky, které VEGF deaktivují. Tyto protilátky, například ranibizumab (fragment humanizované monoklonární protilátky IgG1) či aflibercept, dosahují velmi vysoké účinnosti při léčbě těchto nemocí, kdy dokáží zastavit jejich další postup a v některých případech dokonce částečně zvrátit ztrátu zraku (nicméně je nutný včasný záchyt, příliš vážné poškození sítnice je téměř vždy nevratné).